# Mouzakaíoi
Mouzakaíoi (Mouzakaioi) är en ort i Grekland.   Den ligger i prefekturen Nomós Ioannínon och regionen Epirus, i den centrala delen av landet, 300 km nordväst om huvudstaden Aten. Mouzakaíoi ligger 597 meter över havet och antalet invånare är 287.
Terrängen runt Mouzakaíoi är huvudsakligen kuperad, men åt nordväst är den platt. Runt Mouzakaíoi är det ganska glesbefolkat, med 35 invånare per kvadratkilometer. Närmaste större samhälle är Ioánnina, 13,0 km nordväst om Mouzakaíoi. Trakten runt Mouzakaíoi består till största delen av jordbruksmark.